# Západní Pákistán
Západní Pákistán byla v letech 1955 až 1970 západní provincie Pákistánu, která se rozkládala na území dnešního Pákistánu. Ve stejném období totiž existovala provincie zvaná Východní Pákistán, která se nacházela na území dnešní Bangladéše. Provincie hraničila s Indií, Afghánistánem a Íránem. Kromě toho měla provincie přístup k Ománskému zálivu, jenž je součástí Arabského moře.
Provincie Západní Pákistán vznikla v roce 1955 jako nástupce západní části Pákistánského dominia. Na území Západního Pákistánu se nacházely všechny pákistánské provincie s výjimkou Východního Bengálska, které se později transformovalo na onen Východní Pákistán a nakonec ve stát Bangladéš. Hlavním městem Západního Pákistánu byl Láhaur a oficiálními jazyky byly angličtina a urdština, platidlem byla pákistánská rupie. V roce 1951 žilo na území Západního Pákistánu (tehdy ještě Pákistánského dominia) asi 34 milionů obyvatel.
Západní Pákistán byl politicky dominantní provincií v zemi, a to navzdory tomu, že provincie Východní Pákistán měla vyšší populaci. Oficiálně provincie zanikla v roce 1970, nicméně západní část země byla jako Západní Pákistán označována také v letech 1970 až 1971. V roce 1971 se v důsledku Bangladéšské války za nezávislost od země odtrhl Východní Pákistán, vznikla Bangladéš a Západní Pákistán tak začal být nazýván pouze jako Pákistán.